# عظم إسفنجي
العظم الإسفنجي أو المادة الإسفنجية العظمية (بالإنجليزية: Cancellous bone أو trabecular bone أو spongy bone) هو أحد نوعي النسيج العظمي. النوع الثاني يدعى العظم القشري (أو العظم المكتنز).

## معرض الصور

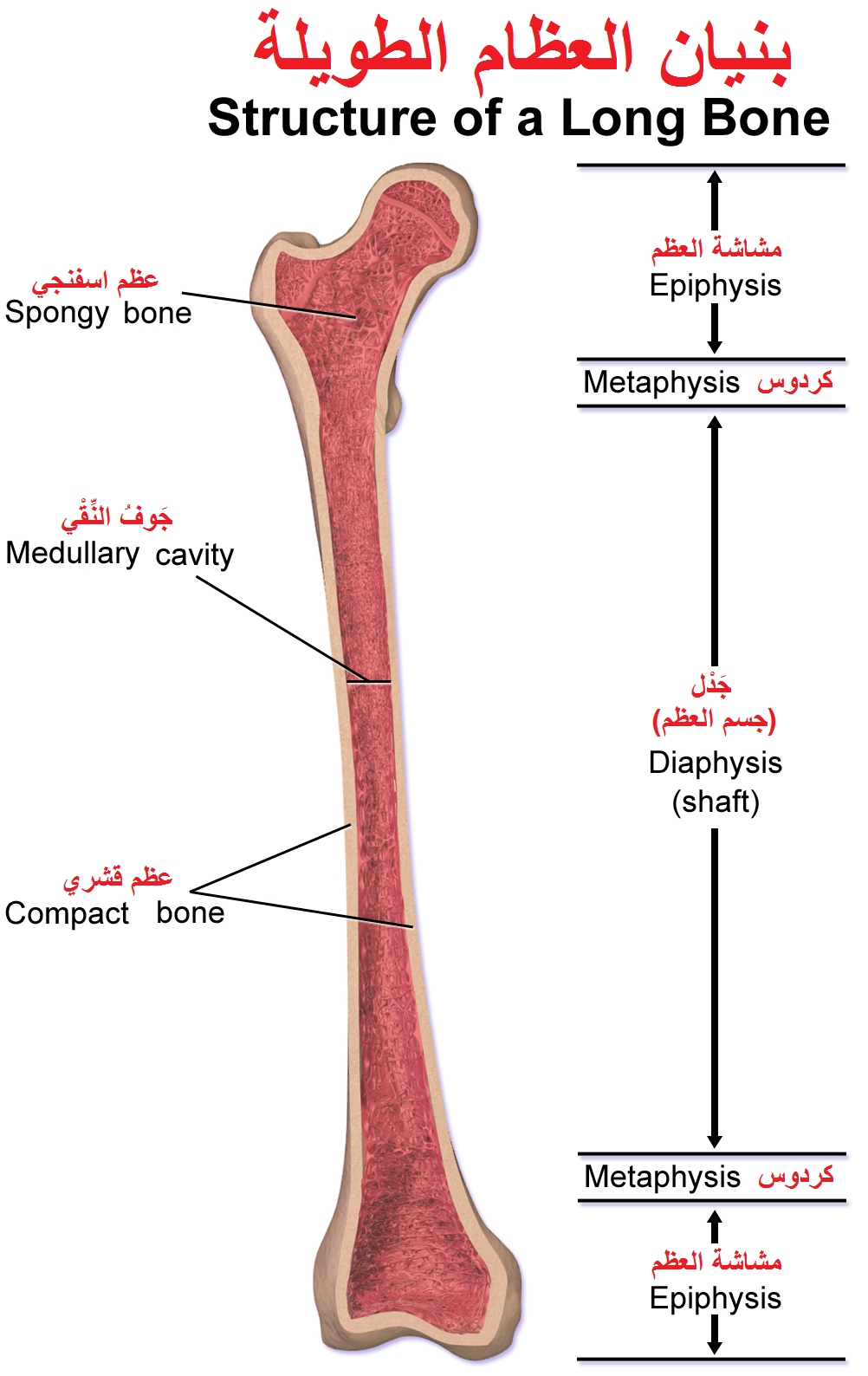
بنيان العظام الطويلة.

## أنظر أيضا
- تعظم داخلي